# Samut Prakan
Samut Prakan (früher Pak Nam, Thai สมุทรปราการ, anhörenⓘ) ist die Hauptstadt (Thai: เทศบาลนคร – Thesaban Nakhon) der Provinz Samut Prakan und zugleich die Hauptstadt des Landkreises Amphoe Mueang Samut Prakan.

## Geographie
Die Provinz Samut Prakan liegt in der östlichen Zentralregion von Thailand am südöstlichen Stadtrand der Landeshauptstadt Bangkok. Die Provinzhauptstadt liegt etwa 25 Kilometer südlich vom Zentrum Bangkoks.

## Wirtschaft und Bedeutung
Hauptprodukte der Landwirtschaft sind Reis und Obst. Der Reis wird als süßer Klebreis verarbeitet und in Palmblätter eingewickelt (Khanom Chak genannt).
Seit der Erweiterung von 2018 ist Samut Prakan durch die hellgrüne Linie des Bangkoker Skytrain erschlossen. Auf dem Stadtgebiet befinden sich die Stationen Chang Erawan, Royal Thai Naval Academy, Pak Nam, Srinagarindra, Phraek Sa und Sai Luat.

## Ausbildung
Die Nähe zu Bangkok mit dessen vielfältigen Bildungseinrichtungen macht es den Einwohnern von Samut Prakan einfach, geeignete Ausbildungsplätze zu finden. Daneben ist hier in Paknam die Königlich-Thailändische Marineakademie angesiedelt.

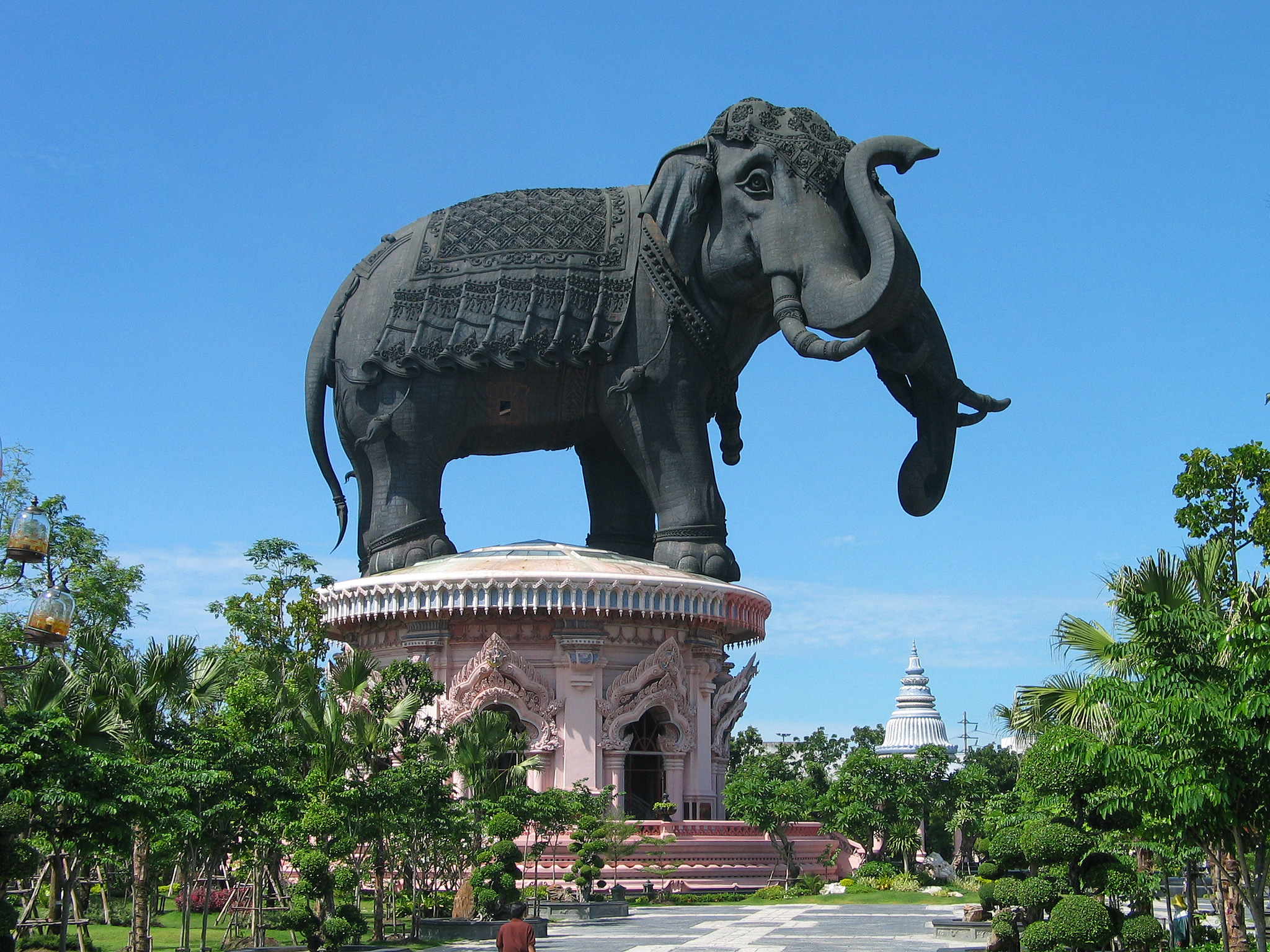
Erawan-Museum

## Geschichte
Um 1600 lag Samut Prakan noch direkt an der Küste des Golf von Thailand, von hier aus wurde der Schiffsverkehr auf dem Mae Nam Chao Phraya (Chao-Phraya-Fluss) kontrolliert. 1767 zerstörten die Burmesen die Stadt (ebenso wie die seinerzeitige Hauptstadt von Siam, Ayutthaya).
Am 11. April 1893 erreichte der erste Zug auf der Bahnstrecke Bangkok–Samut Prakan, der ersten Eisenbahnstrecke Thailands überhaupt, hier seinen Endbahnhof. König Chulalongkorn der Große (Rama V.) hatte die Eröffnung persönlich vorgenommen.
Im selben Jahr, am 13. Juli 1893, verschärfte der sogenannte Pak-Nam-Zwischenfall den Französisch-Siamesischen Krieg.

## Sehenswürdigkeiten
- Das Erawan-Museum zeigt auf seinem Gelände die gigantische, innen begehbare Skulptur des mythologischen dreiköpfigen Elefanten Erawan. In seinem Innern befindet sich ein Museum, welches die thailändische Mythologie zum Thema hat.
- Krokodilfarm – am südlichen Stadtrand gelegen, die zweitgrößte Farm dieser Art weltweit; 1950 errichtet finden sich heute ca. 100.000 Krokodile verschiedener Arten, darunter auch das größte in Gefangenschaft gehaltene Krokodil der Welt (mehr als 6 m Länge und 1200 kg Gewicht).

## Sport
Der Fußballklub Samut Prakan FC ist in Samut Prakan ansässig.

## Persönlichkeiten
- Boontom Prasongquamdee (* 1946), Radrennfahrer
- Apichet Puttan (* 1978), Fußballspieler
- Sittichai Suwonprateep (* 1980), Sprinter
- Nakul Pinthong (* 1987), Fußballspieler
- Kritchana Yod-Ard (* 1988), Fußballspieler
- Kantapol Sompittayanurak (* 1989), Fußballspieler
- Suntiparp Boonkilang (* 1994), Fußballspieler
- Nattapong Khajohnmalee (* 1994), Fußballspieler
- Suban Ngernprasert (* 1994), Fußballspieler
- Boonkerd Chayasin (* 1996), Fußballspieler
- Baramee Limwatthana (* 1996), Fußballspieler
- Nonthawat Rakaok (* 1996), Fußballspieler
- Techatorn Seehawong (* 1996), Fußballspieler
- Sansern Limwatthana (* 1997), Fußballspieler
- Teachadol Chuvilart (* 1997), Fußballspieler
- Peerawat Akkratum (* 1998), Fußballspieler
- Chakhon Philakhlang (* 1998), Fußballspieler
- Passakorn Soonthonchuen (* 1998), Fußballspieler
- Channarong Promsrikaew (* 2001), Fußballspieler
- Natthawut Srichan (* 2006), Fußballspieler